# 卡魯爾縣
卡魯爾縣是印度的一個縣，位於該國南部，由泰米爾納德邦負責管轄，面積2,902平方公里，每年平均降雨量775毫米，識字率為81.74%，2011年人口1,076,588，人口密度每平方公里371人。

## 外部連結
- Karur District （页面存档备份，存于）